# そして僕は途方に暮れる
「そして僕は途方に暮れる」（そしてぼくはとほうにくれる）は、大沢誉志幸の5枚目のシングル。1984年（昭和59年）9月21日にEPIC・ソニーよりリリースされ、大沢誉志幸を代表するヒット曲となった。その後も数多くのアーティストにカバーされている。オリコンチャートの最高順位は週間6位、累計28.2万枚のセールスを記録した。

## 解説
同年発売のアルバム『CONFUSION』からの2番目のシングルカット曲。シングル・バージョンとアルバム・バージョンはアレンジが若干異なる。アルバムの曲目掲載では、「そして僕は、途方に暮れる」という、読点が入っているタイトル表記になっている。
大沢によると、元々この曲は「凍てついたラリー」というタイトルで、他の歌手へ提供する目的で作られた曲で、最初は鈴木ヒロミツ、その後、鈴木雅之、山下久美子にそれぞれこの曲が一旦、提供された。しかしながら、いずれもこの曲を歌う気配が一向に無く、その度に大沢の元へこの曲が戻され、最終的には「CONFUSION」のレコーディングの際、プロデューサーの木崎賢治に「今、空いている曲はないか？」と尋ねられて、この曲を引き出し、銀色夏生の詞と組み合わせて、大沢自身が歌うことになった。
プロデューサーの木崎賢治によると、この「そして僕は途方に暮れる」は、先に作った詞にメロディーを付ける、いわゆる詞先で作られた楽曲である。EPICソニーのプロデューサーの小坂洋二から銀色夏生を紹介され、大沢も銀色の独特な詞の世界を気に入ったため、当時、大沢の楽曲のほとんどを作詞するようになっていた銀色が、「そして僕は途方に暮れる」というタイトルで一度、詞を書いたものの、大沢がうまく曲を付けられないまま保留となっていた。しかし、木崎はこのタイトルをとても気に入っており、ずっと気になっていた詞だったため、アルバム制作中に大沢が曲作りに行き詰まった際、前述の「凍てついたラリー」の最後の部分に、”そして僕は途方に暮れる”というフレーズがピッタリ入ることに木崎が気付いて、この曲に合わせて銀色が詞を書き直し、さらに大沢が大サビのメロディーを書き足して最終形となったという。大沢自身もこの曲について、とても好きな曲だと述べている。
1984年（昭和59年）発売のシングルは当時、日清カップヌードルのCMソングに起用され、その後、カップヌードルCMソングを集めたアルバム「CUP NOODLE CM SONGS COLLECTION」の3曲目にも収録された。
さらに、2008年（平成20年）にはデビュー25周年を記念して、新たにアコースティック・アレンジでセルフカバーもされ、「そして僕は途方に暮れる(25th ver.)」のシングルが発売された。
そして、2023年には、Kis-My-Ft2の藤ヶ谷太輔が主演を務めて、1月13日に公開される映画『そして僕は途方に暮れる』のエンディング曲として『そして僕は途方に暮れる 2023 movie version』が使用された。

## 収録曲
- 両曲とも、作詞：銀色夏生　作曲：大沢誉志幸　編曲：大村雅朗

1. そして僕は途方に暮れる　（4分15秒）
2. FREE WAYまで泣くのはやめろ 　（3分41秒）

## 演奏者
- ベース:トニー・レヴィン #1,#2
- ドラム:ミッキー・カリー #1,#2
- ギター:G. E. スミス #1
- ギター:エイドリアン・ブリュー #2
- キーボード&フェアライト:富樫春生 #1
- パーカッション:Pecker #1,#2
- コーラス:エディ・マルチネス #2

## 収録作品
- アルバム『CONFUSION』（EPIC・ソニー、1984年）
- アルバム『Frenzy2』（EPIC・ソニー、1985年）
- アルバム『TraXX －Yoshiyuki Ohsawa Single Collection』（ソニー・ミュージックダイレクト、2010年）
- アルバム『Season's greetings〜春〜』（ユニバーサルミュージック、2008年）

## バージョン
「そして僕は途方に暮れる」にはいくつかのバージョンが存在し、各アルバム・シングルに収録されている。
- シングルバージョン　（4分15秒） - 編曲：大村雅朗
  - 『そして僕は途方に暮れる』シングル
  - 『THE LEGEND』
  - 『TraXX -Yoshiyuki Ohsawa Single Collection-』
- オリジナルバージョン（アルバムバージョン）　（4分55秒） - 編曲：大村雅朗
  - 『CONFUSION』
  - 『Frenzy』
  - 『大澤誉志幸SONG BOOK 』
- Special Mixed Blend ―12 inch バージョン　（6分39秒） - 編曲：大村雅朗
  - 『彼女はFuture-rhythm(Special Dance Mix)』12インチシングル
  - 『Frenzy2』
  - 『GOLDEN☆BEST 大沢誉志幸 I.D Y II Y COOOL BEST COLLECTION(水の中のナイフ)』
- 1992 "naive" version　（4分44秒） - 編曲：大村雅朗
  - 『Y〜naïve collection』
  - 『I.D Y BEST COLLECTION』
- 25th ver.（セルフカバー）　（4分35秒） - 編曲：URU／ストリングスアレンジ：弦一徹
  - 「そして僕は途方に暮れる(25th ver.)」シングル
  - 『Season's greetings〜春〜』
- 水月鏡花版セルフカバー　（4分18秒） - 編曲：伊藤隆博
  - 『水月鏡花』
- 2023 movie version　（3分30秒） - 編曲：内橋和久
  - 配信のみ[7]

## 主なカバー
そして僕は途方に暮れる
- 1993年 - 沢田知可子
- 1994年 - 桃井かおり
- 1995年 - 赤城恭壱
- 2000年 - BLESS
- 2002年 - 福山雅治（『「福山エンヂニヤリング」サウンドトラック The Golden Oldies』）
- 2003年 - 甲斐よしひろ （カバーアルバム『翼あるもの2』）
- 2003年 - ハナレグミ （カバーコンピレーションアルバム『DISCOVER THE SONGS 〜J-STANDARD〜』）
- 2004年 - SMOOTH ACE（カバーアルバム『OTHER PEOPLE'S SONGS』）
- 2006年 - the Indigo
- 2006年 - Tammy（アルバム『Gypsy』）
- 2006年 - 村上ゆき
- 2006年 - REVERSLOW（シングル「チェイス/ハイヒール」）
- 2007年 - CHARA
- 2007年 - 高杉さと美（「雪星/そして僕は途方に暮れる」）
- 2007年 - 佐藤竹善
- 2008年 - 佐藤竹善（そして僕は途方に暮れる トベタ バジュンRemix）
- 2008年 - 日野良一（アルバム『コモレビボッサ』）
- 2009年 - 押尾コータロー（アルバム『Tussie mussie』）
- 2010年 - NOKKO
- 2011年 - TATSUMA（そして僕は途方に暮れる respect for 大澤誉志幸）- ラップによるカバー。
- 2013年 - W.C.D.A.配信シングル『そして僕は途方に暮れる (House Remix）』- ハウス・ミュージック調のカバー。
- 2015年 - 中森明菜（カバーアルバム『歌姫4 -My Eggs Benedict-』）
- 2016年 - 古内東子・大澤誉志幸 （古内名義のデュエット・アルバム『Toko Furuuchi with 10 legends』（2016年3月30日発売）に収録[8]）
- 2016年 - 柴咲コウ（カバーアルバム『続こううたう』（2016年7月20日発売）に収録[9]）
- 2020年 - n/ （配信アルバム『Best Practice 1 -Cover Songs Selection-』）
- 2023年 - 立花慎悟（井上和彦） （アルバム『魔法の天使 クリィミーマミ 80's J-POPヒッツ』）